# دهستان درواهی
درواهی، دهستانی است از توابع بخش آب‌پخش شهرستان دشتستان در استان بوشهر ایران.

## جمعیت
براساس سرشماری سال ۱۳۸۵ جمعیت آن ۴٬۵۴۶ نفر (۹۳۷ خانوار) بوده‌است.